# Campeonato Goiano
El Campeonato Goiano es el Campeonato de fútbol estadual del estado de Goiás, en el Centro-Oeste de Brasil, el torneo es organizado por la Federação Goiana de Futebol.

## Equipos participantes 2025
| - ABECAT (Ouvidor) - Anápolis (Anápolis) - Aparecidense (Aparecida de Goiânia) - Atlético Goianiense (Goiânia) - CRAC (Catalão) - Goianésia (Goianésia) | - Goiânia (Goiânia) - Goiás (Goiânia) - Goiatuba (Goiatuba) - Inhumas (Inhumas) - Jataiense (Jataí) - Vila Nova (Goiânia) |

## Campeones
| Temporada | Campeón             | Subcampeón          |
| --------- | ------------------- | ------------------- |
| 1944      | Atlético Goianiense | Goiânia             |
| 1945      | Goiânia             | Atlético Goianiense |
| 1946      | Goiânia             | Atlético Goianiense |
| 1947      | Atlético Goianiense | Goiânia             |
| 1948      | Goiânia             | Atlético Goianiense |
| 1949      | Atlético Goianiense | Goiânia             |
| 1950      | Goiânia             | Vila Nova           |
| 1951      | Goiânia             | Goiás               |
| 1952      | Goiânia             | Atlético Goianiense |
| 1953      | Goiânia             | Atlético Goianiense |
| 1954      | Goiânia             | Atlético Goianiense |
| 1955      | Atlético Goianiense | Goiânia             |
| 1956      | Goiânia             | Atlético Goianiense |
| 1957      | Atlético Goianiense | Goiânia             |
| 1958      | Goiânia             | Atlético Goianiense |
| 1959      | Goiânia             | Atlético Goianiense |
| 1960      | Goiânia             | Atlético Goianiense |
| 1961      | Vila Nova           | Atlético Goianiense |
| 1962      | Vila Nova           | Santa Rita          |
| 1963      | Vila Nova           | Ferroviário         |
| 1964      | Atlético Goianiense | Goiás               |
| 1965      | Anápolis            | Vila Nova           |
| 1966      | Goiás               | Innhumas            |
| 1967      | CRAC Catalao        | Atlético Goianiense |
| 1968      | Goiânia             | Atlético Goianiense |
| 1969      | Vila Nova           | CRAC Catalao        |
| 1970      | Atlético Goianiense | Goiânia             |
| 1971      | Goiás               | Vila Nova           |
| 1972      | Goiás               | Atlético Goianiense |
| 1973      | Vila Nova           | Goiás               |
| 1974      | Goiânia             | Goiás               |
| 1975      | Goiás               | Goiânia             |
| 1976      | Goiás               | Goiânia             |
| 1977      | Vila Nova           | Goiânia             |
| 1978      | Vila Nova           | Goiás               |
| 1979      | Vila Nova           | Atlético Goianiense |
| 1980      | Vila Nova           | Goiás               |
| 1981      | Goiás               | Anapolina           |
| 1982      | Vila Nova           | Goiás               |
| 1983      | Goiás               | Anapolina           |
| 1984      | Vila Nova           | Goiânia             |
| 1985      | Atlético Goianiense | Goiás               |
| 1986      | Goiás               | Atlético Goianiense |
| 1987      | Goiás               | Atlético Goianiense |
| 1988      | Atlético Goianiense | Goiás               |
| 1989      | Goiás               | Vila Nova           |
| 1990      | Goiás               | Goiânia             |
| 1991      | Goiás               | Atlético Goianiense |
| 1992      | Goiatuba            | Goiás               |
| 1993      | Vila Nova           | Goiás               |
| 1994      | Goiás               | Vila Nova           |
| 1995      | Vila Nova           | Anápolis            |
| 1996      | Goiás               | Atlético Goianiense |
| 1997      | Goiás               | CRAC Catalao        |
| 1998      | Goiás               | Vila Nova           |
| 1999      | Goiás               | Vila Nova           |
| 2000      | Goiás               | Anapolina           |
| 2001      | Vila Nova           | Goiás               |
| 2002      | Goiás               | Novo Horizonte      |
| 2003      | Goiás               | Novo Horizonte      |
| 2004      | CRAC Catalao        | Vila Nova           |
| 2005      | Vila Nova           | Goiás               |
| 2006      | Goiás               | Atlético Goianiense |
| 2007      | Atlético Goianiense | Goiás               |
| 2008      | Itumbiara           | Goiás               |
| 2009      | Goiás               | Atlético Goianiense |
| 2010      | Atlético Goianiense | Santa Helena        |
| 2011      | Atlético Goianiense | Goiás               |
| 2012      | Goiás               | Atlético Goianiense |
| 2013      | Goiás               | Atlético Goianiense |
| 2014      | Atlético Goianiense | Goiás               |
| 2015      | Goiás               | Aparecidense        |
| 2016      | Goiás               | Anápolis            |
| 2017      | Goiás               | Vila Nova           |
| 2018      | Goiás               | Aparecidense        |
| 2019      | Atlético Goianiense | Goiás               |
| 2020      | Atlético Goianiense | Goianésia           |
| 2021      | Grêmio Anápolis     | Vila Nova           |
| 2022      | Atlético Goianiense | Goiás               |
| 2023      | Atlético Goianiense | Goiás               |
| 2024      | Atlético Goianiense | Vila Nova           |
| 2025      | Vila Nova           | Anápolis            |

## Títulos por club
| Club                | Ciudad               | Campeón | Subcampeón | Años campeón |
| ------------------- | -------------------- | ------- | ---------- | --- |
| Goiás               | Goiânia              | 28      | 24         | 1966, 1971, 1972, 1975, 1976, 1981, 1983, 1986, 1987, 1989, 1990, 1991, 1994, 1996, 1997, 1998, 1999, 2000, 2002, 2003, 2006, 2009, 2012, 2013, 2015, 2016, 2017, 2018 |
| Atlético Goianiense | Goiânia              | 18      | 18         | 1944, 1947, 1949, 1955, 1957, 1964, 1970, 1985, 1988, 2007, 2010, 2011, 2014, 2019, 2020, 2022, 2023, 2024                                                             |
| Vila Nova           | Goiânia              | 16      | 11         | 1961, 1962, 1963, 1969, 1973, 1977, 1978, 1979, 1980, 1982, 1984, 1993, 1995, 2001, 2005, 2025                                                                         |
| Goiânia             | Goiânia              | 14      | 11         | 1945, 1946, 1948, 1950, 1951, 1952, 1953, 1954, 1956, 1958, 1959, 1960, 1968, 1974                                                                                     |
| CRAC Catalão        | Catalão              | 2       | 2          | 1967, 2004 |
| Anápolis            | Anápolis             | 1       | 4          | 1965 |
| Goiatuba            | Goiatuba             | 1       | -          | 1992 |
| Itumbiara           | Itumbiara            | 1       | -          | 2008 |
| Grêmio Anápolis     | Anápolis             | 1       | -          | 2021 |
| AA Anapolina        | Anápolis             | -       | 3          | ----- |
| Novo Horizonte      | Ipameri              | -       | 2          | ----- |
| Aparecidense        | Aparecida de Goiânia | -       | 2          | ----- |
| Ferroviário         | Goiânia              | -       | 1          | ----- |
| Santa Helena        | Santa Helena         | -       | 1          | ----- |
| Santa Rita          | Goiânia              | -       | 1          | ----- |
| Goianésia           | Goianésia            | -       | 1          | ----- |